# کتابخانه عمومی شهرستان فرزنو

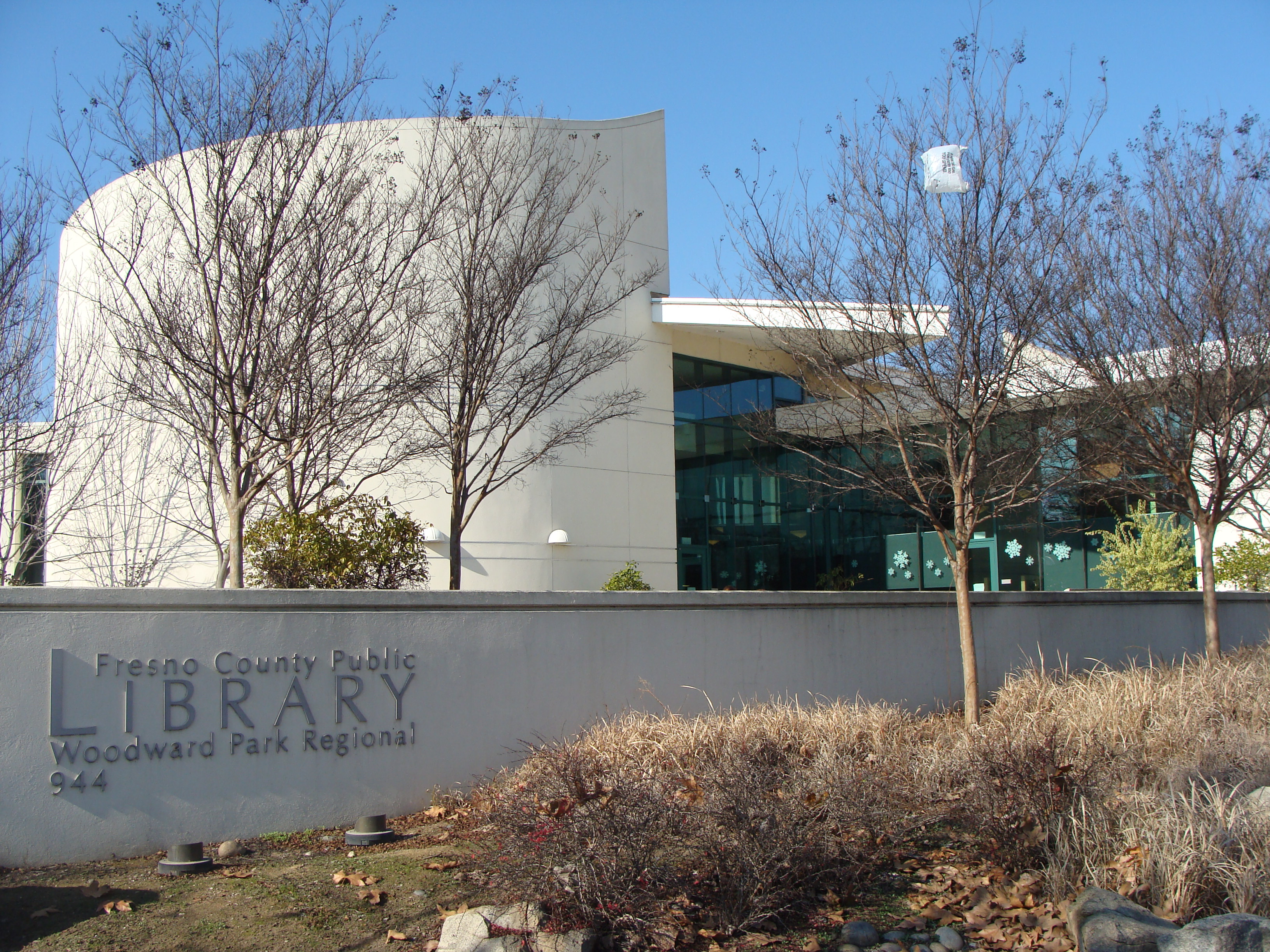

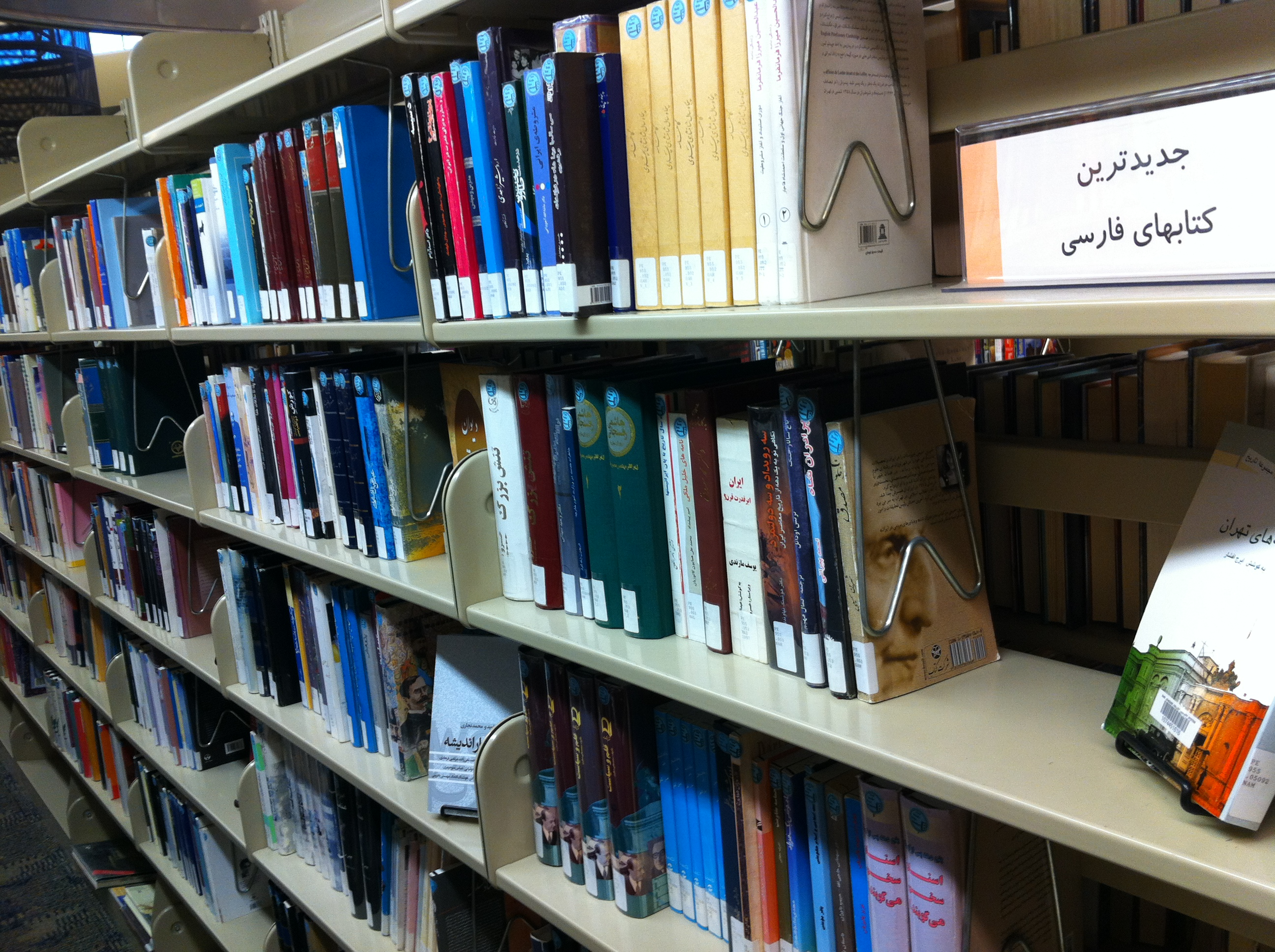
مخزن فارسی یکی از شعب کتابخانه عمومی فرزنو؛ این کتابخانه بقدری بازدید کننده فارسی‌زبان دارد که کتابخانه مجهز به مخزن ویژه زبان فارسی می‌باشد.

کتابخانه عمومی شهرستان فرزنو (به انگلیسی: Fresno County Public Library) از کتابخانه‌های عمومی ایالت کالیفرنیا است.
این سامانه کتابخانه در شهرستان فرزنو متشکل از ۳۴ شعبه است که در سال ۱۹۱۰ تأسیس شده است.
مرکز سامانه در شهر فرزنو است و کتابخانه در مجموع ۲٫۴۵۲ میلیون نسخه کتاب دارد.